# José Gavica
José Eduardo Gavica Peñafiel (Guayaquil, 8 de enero de 1969) es un exfutbolista ecuatoriano que jugó de volante y realizó su carrera en Ecuador y Chile. Formó parte de la selección de fútbol de Ecuador.
Considerado como uno de los mejores diez de Barcelona de Guayaquil, jugador clave en los campeonatos ecuatorianos de fútbol de 1989, 1991, 1995 y 1997.

## Clubes
| Club                    | País    | Año       |
| ----------------------- | ------- | --------- |
| Barcelona SC            | Ecuador | 1990-1997 |
| Audaz Octubrino         | Ecuador | 1998      |
| Everton de Viña del Mar | Chile   | 1998      |
| Delfín SC               | Ecuador | 1998-2001 |
| El Nacional             | Ecuador | 2002      |
| Barcelona SC            | Ecuador | 2003-2004 |
| El Nacional             | Ecuador | 2005      |
| Macará                  | Ecuador | 2006      |
| Norteamérica            | Ecuador | 2007      |
| Venecia                 | Ecuador | 2008      |
| Deportivo Colón         | Ecuador | 2009-2012 |

## Director técnico
En el 2015, ocupó el cargo de director técnico de River Bank F. C., mismo año en el que salió campeón. Asumió como director técnico interino del Barcelona SC en el 2019, dirigiendo solo un partido contra el Delfín.

## Palmarés

### Campeonatos nacionales
| Título                 | Club        | País    | Año  |
| ---------------------- | ----------- | ------- | ---- |
| Campeonato Ecuatoriano | Barcelona   | Ecuador | 1991 |
| Campeonato Ecuatoriano | Barcelona   | Ecuador | 1995 |
| Campeonato Ecuatoriano | Barcelona   | Ecuador | 1997 |
| Campeonato Ecuatoriano | El Nacional | Ecuador | 2005 |